# Microprotopus maculatus
Microprotopus maculatus es una especie de crustáceo del género Microprotopus, familia Microprotopidae. Fue descrito por Alfred Merle Norman en 1867.

## Descripción
Su longitud es de aproximadamente 3 mm. Vive en un rango de profundidad de 0 a 70 metros y, a menudo, en fondos arenosos.

## Distribución
Microprotopus maculatus se encuentra principalmente en aguas europeas como el océano Atlántico y el Mar del Norte; particularmente desde Isefjord hasta el Adriático. Además, una cantidad significativa se encuentra en las aguas de América del Norte, el Mediterráneo y el océano Índico.